# 蘇輿
蘇輿（1874年—1914年），字嘉端，号厚庵，又号闲斋，晚号更生。湖南平江县钟洞乡烟舟村(今童市镇)人。中国近代学者，晚清翰林。

## 生平
苏舆幼年随父苏渊泉读书，光绪十三年应童子试，补县学生，得到时为湖南学使候补官张亨嘉的赏识。光绪十六年游学麓山，入长沙湘水校经堂肄习，老师见苏舆才华横溢、气宇轩昂，将他介绍给著名的湘绅领袖、学界泰斗王先谦，成为王氏得意门生。王先谦一见苏舆就说：“此伟器也，吾学有传人矣。”晚岁学问日进，王先谦倾服之至，曾赠诗有“温故知新是我师”及“天为斯文留绝学”之句。
清光绪二十三年（1897年）选拔贡。光绪三十年（1904）甲辰恩科进士第94名。授翰林院庶吉士。光绪三十二年（1906年）春出游日本东京，参观学校，询访日本邮政、电信行政实况，停留数月而归。同年，纳资为分省补用道，经邮传部尚书陈璧奏请内用，补邮传部郎中，至清廷被推翻时去职。
民国成立后，苏与新政不合，留恋旧朝，心怀悒郁，肺病加剧，次年病逝于原籍。著作有《翼教丛编》、《春秋繁露义证》、《校定晏子春秋》等。